# Blondie
Blondie – amerykański zespół rockowy, należący, obok Ramones czy Television, do pionierów punk rocka i będący częścią nowojorskiej, skupionej wokół klubu CBGB, sceny punkrockowej, a później jedną z najpopularniejszych grup reprezentujących gatunek nowej fali w stanie Nowy Jork.
Grupa powstała w 1974 r. W jej skład weszli Debbie Harry, Chris Stein, Fred Smith, Billy O'Connor, Tish Bellomo i Snooky Bellomo. Wykonywała melodyjne piosenki, niekiedy odwołujące się do hard rocka. Po odniesieniu wielkich sukcesów po obu stronach Atlantyku rozpadła się w 1982 wskutek problemów zdrowotnych jednego z członków zespołu. W 1997 została reaktywowana w oryginalnym składzie dla przeprowadzenia trasy koncertowej. Rok później nagrano nowy album.
Piosenka zespołu pt. „Heart of Glass” została umieszczona na liście 500 piosenek, które ukształtowały rock, utworzonej przez Rock and Roll Hall of Fame.
W 2005 roku zespół wystąpił na Festiwalu Jedynki w Sopocie. W tym samym roku grupa została wprowadzona do Rock and Roll Hall of Fame.

## Muzycy

### Obecny skład zespołu
- Debbie Harry – wokal prowadzący (1974–1982, od 1997)
- Chris Stein – gitara, gitara basowa (1974–1982, od 1997)
- Clem Burke – perkusja, wokal wspierający (1975–1982 i 1997–2025†)[3]
- Leigh Foxx – gitara basowa (od 1997)
- Matt Katz-Bohen – instrumenty klawiszowe (od 2008)
- Tommy Kessler – gitara (od 2010)

### Byli członkowie zespołu
- Fred Smith – gitara basowa (1974–?)[1]
- Billy O'Connor – perkusja (1974–?)[1]
- Tish i Snooky Bellomo (1974–?)[1]
- Gary Valentine – gitara basowa, gitara (1975–1977, 1997)
- Jimmy Destri – instrumenty klawiszowe, wokal wspierający (1975–1982, 1997–2003)
- Frank Infante – gitara, gitara basowa, wokal wspierający (1977–1982)
- Nigel Harrison – gitara basowa (1977–1982)
- Eddie Martinez – gitara (1982)
- Kevin Patrick – instrumenty klawiszowe (2004–2007)
- Paul Carbonara – gitara (1997–2010)

## Dyskografia

### Albumy studyjne

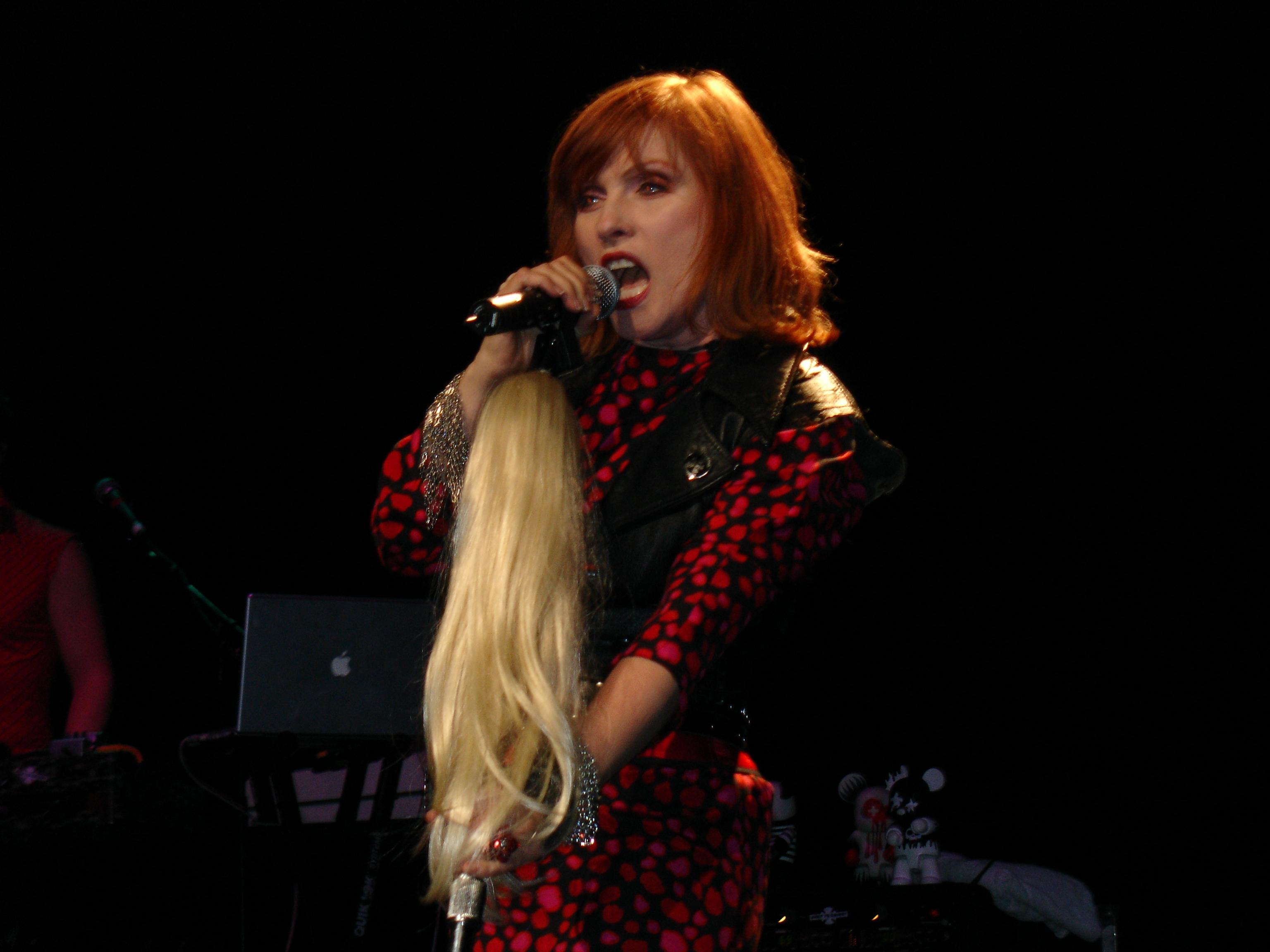
Debbie Harry podczas koncertu, Dublin 2005

| Rok  | Album                |
| ---- | -------------------- |
| 1976 | Blondie              |
| 1977 | Plastic Letters      |
| 1978 | Parallel Lines       |
| 1979 | Eat to the Beat      |
| 1981 | Autoamerican         |
| 1982 | The Hunter           |
| 1999 | No Exit              |
| 2003 | The Curse of Blondie |
| 2011 | Panic of Girls       |
| 2014 | Ghost of Download    |
| 2017 | Pollinator           |

### Albumy koncertowe
- 1997: Picture This Live
- 1999: Live Philadelphia 1978 Dallas 1980
- 2000: Livid  / Live
- 2004: Live by Request
- 2006: Live in Toronto

### Kompilacje
- 1981: The Best of Blondie
- 1988: Once More Into The Bleach
- 1991: The Complete Picture
- 1993: Blonde & Beyond
- 1994: The Platinum Collection
- 1995: Beautiful – The Remix Album
- 1995: Remixed, Remade, Remodeled
- 1996: Denis
- 1998: Atomic – The Very Best of Blondie
- 1999: Essential Collection
- 1999: Ten Best of Blondie
- 1999: Atomix
- 2000: Blondie Is the Name of a Band
- 2001: X-Offenders
- 2002: Greatest Hits
- 2003: The Music Of Blondie 1975–1982
- 2003: The Songs Of Blondie 1975–1982
- 2004: Singles Box
- 2006: Greatest Hits: Sound & Vision
- 2007: Platinum Blondie
- 2008: Blondie Collection
- 2009: 10 Great Songs
- 2009: Singles Collection: 1977–1982

### Single
| Rok                           | Singel                                        | US Hot 100 | UK singles | U.S. Dance | AUS singles | Album                         |
| ----------------------------- | --------------------------------------------- | ---------- | ---------- | ---------- | ----------- | ----------------------------- |
| 1976                          | „X-Offender”                                  | –          | –          | –          | –           | Blondie                       |
| 1976                          | „In the Flesh”                                | –          | –          | –          | 2           | Blondie                       |
| 1976                          | „Rip Her to Shreds”                           | –          | –          | –          | –           | Blondie                       |
| 1977                          | „Denis”                                       | –          | 2          | –          | 12          | Plastic Letters               |
| 1977                          | „(I'm Always Touched by Your) Presence, Dear” | –          | 10         | –          | –           | Plastic Letters               |
| 1978                          | „Picture This”                                | –          | 12         | –          | 88          | Parallel Lines                |
| 1978                          | „Hanging on the Telephone”                    | –          | 5          | –          | 39          | Parallel Lines                |
| 1979                          | „Heart of Glass”                              | 1          | 1          | –          | 1           | Parallel Lines                |
| 1979                          | „Sunday Girl”                                 | –          | 1          | –          | 1           | Parallel Lines                |
| 1979                          | „One Way or Another”                          | 24         | –          | –          | –           | Parallel Lines                |
| 1979                          | „Dreaming”                                    | 27         | 2          | –          | 53          | Eat to the Beat               |
| 1979                          | „Union City Blue”                             | –          | 13         | –          | –           | Eat to the Beat               |
| 1980                          | „The Hardest Part”                            | 84         | –          | –          | –           | Eat to the Beat               |
| 1980                          | „Call Me”                                     | 1          | 1          | –          | 4           | Autoamerican [reedycja 2001]  |
| 1980                          | „Atomic”                                      | 39         | 1          | 1          | 12          | Eat to the Beat               |
| 1980                          | „The Tide Is High”                            | 1          | 1          | –          | 4           | Autoamerican                  |
| 1981                          | „Rapture”                                     | 1          | 5          | 8          | 5           | Autoamerican                  |
| 1982                          | „Island of Lost Souls”                        | 37         | 11         | –          | 13          | The Hunter                    |
| 1982                          | „War Child”                                   | –          | 39         | –          | 96          | The Hunter                    |
| 1999                          | „Maria”                                       | 82         | 1          | 9          | –           | No Exit                       |
| 1999                          | „Nothing Is Real But The Girl”                | –          | 26         | –          | –           | No Exit                       |
| 1999                          | „No Exit”                                     | –          | –          | –          | –           | No Exit                       |
| 2003                          | „Good Boys”                                   | –          | 12         | 7          | –           | The Curse of Blondie          |
| 2006                          | „Rapture Riders”                              | –          | –          | 10         | –           | Greatest Hits: Sound & Vision |
| 2012                          | „Mother”                                      | –          | –          | –          | –           | Panic of Girls                |
| 2012                          | „What I Heard”                                | –          | –          | –          | –           | Panic of Girls                |
| 2014                          | „Sugar on the side”                           |            |            |            |             | Ghost of Download             |
| 2014                          | „A Rose by Any Name”                          |            |            |            |             | Ghost of Download             |
| 2014                          | „I want to Drag You Around”                   |            |            |            |             | Ghost of Download             |
| 2017                          | „Fun”                                         |            |            |            |             | Pollinator                    |
| 2017                          | „Long Time”                                   |            |            |            |             | Pollinator                    |
| „–” pozycja nie była notowana |                                               |            |            |            |             |                               |

## Wideografia

### VHS
- 1980: Eat to the Beat
- 1981: The Best of Blondie
- 1991: The Complete Picture
- 1999: Best of Musiklanden Live

### DVD
- 1999: Live
- 1999: Best of Musiklanden Live
- 2001: Live!
- 2002: Greatest Video Hits
- 2004: Live by Request
- 2004: Live At The Apollo Theatre
- 2005: Video Hits
- 2006: Greatest Hits: Sound & Vision